# Boop Sisters
Le Boop! Sisters sono un trio jazz/swing vocale fondato da Francesca Biagi e composto da Lily Latuheru, Giò Giò Rapattoni e Alessya Piermarini.

## Storia

### 2001-2006: Francesca Biagi e le Boop! Sisters
Le Boop! Sisters nascono nel 2001 da un'idea di Francesca Biagi, che per il nome si ispirò al personaggio fumettistico Betty Boop, con l'intento di riproporre il repertorio delle Boswell Sisters, le tre sorelle americane pioniere del jazz vocale negli anni 30. In questa ricerca Francesca Biagi entrò in contatto con Beth Boswell Minnerley, figlia di Connie Boswell e curatrice dell'archivio del gruppo, per arricchire il repertorio e raccogliere le partiture. In questo lavoro la Biagi coinvolse poi Alessya Piermarini, la pianista Silvia Manco e Giò Giò Rapattoni, che aveva già lavorato con Adriano Mazzoletti, trovando da subito l'appoggio ed il plauso di Lino Patruno. Con il tempo le tre cantanti si distaccarono da una ricerca puramente filologica per sviluppare uno stile interpretativo proprio riproponendo brani in versione armonizzata tratti anche da altri repertori, al fine di rielaborare e divulgare il jazz vocale femminile americano. Si aggiunsero così elementi strumentali con musicisti come i pianisti Silvia Manco e Alessandro Bonanno, il chitarrista Davide Vaccari (che spesso è anche l'arrangiatore dei brani), il contrabbassista Guido Giacomini ed il batterista Carlo Battisti. La band partecipò così a diversi festival jazz, tra cui il festival di Chieti Donne in Jazz dell'agosto 2002, partecipando poi alla trasmissione televisiva Telethon, trasmessa il 13 dicembre dalla RAI.
Nel 2003 incisero il loro primo album intitolato Boop!, al quale seguimi il tour che le vide anche al Finestra Jazz, festival di Vallo della Lucaniache vedeva la direzione artistica di Lino Patruno, e la partecipazione al programma radiofonico La Stanza della musica in onda su Radio RAI. In questo periodo le Boop! Sisters vennero poi notato da Renzo Arbore, che le ospitò prima nella sua trasmissione televisiva Dove osano le quaglie, e poi a Speciale per me - Meno siamo meglio stiamo, per poi essere ospitate a Jazz Me Blues, programma televisivo di Lino Patruno per Rai Doc e nel programma radiofonico Il ruggito del coniglio.
Nel 2006 uscì il loro secondo album intitolato Bibidi Bobidi Boop! (Alfamusic), che vedeva numerosi ospiti quali lo stesso Renzo Arbore in un rifacimento del brano Tutti quanti voglion fare jazz ripreso dal film Gli Aristogatti e riproposto per l'occasione con il titolo Alleluja tutti Jazzisti, e poi Luca Velotti, Fabiano "Red" Pellini, Michael Supnick, Daniele Formica, Mauro Carpi, Fabrizio "Bricchio" Frosi.

### 2007-in poi: le Boop! Sisters e la nuova formazione
Nel 2007 Francesca Biagi lasciò il trio per intraprendere la carriera solista per pubblicare, di li a poco l'album Frances’ Follies (Alfamusic). Le Boop! Sisters videro così l'ingresso in formazione di Lily Latuheru. La nuova formazione ha collaborato ad alcuni progetti del pianista e compositore Giorgio Cuscito.

## Discografia

### Boop Sisters
Album
- 2003 – Boop!
- 2006 – Bibidi Bobidi Boop!

Raccolte
- 2017 – Arbore Plus - con il brano Qui e là

### Con Renzo Arbore and Friends
- 2014 – ...E pensare che dovevo fare il dentista... - con il brano Qui e là

### Con Renzo Arbore e gli aborigeni
- Vintage!... Ma non li dimostra - con il brano Heebie Jeebies